# Roger Mason (basket-ball)
Pour les articles homonymes, voir Roger Mason.
Roger Philip Mason, Jr., né le 10 septembre 1980 à Washington, D.C., est un joueur de basket-ball professionnel américain évoluant au poste d'arrière.

## Biographie
Il est drafté en 2002 en 31e position par les Bulls de Chicago.
Après deux saisons en NBA aux Bulls puis aux Raptors de Toronto, il se relance en Europe, avec l'Olympiakós Le Pirée en 2004-2005 puis avec l'Hapoël Jérusalem en 2005-2006.
Il est signé par les Wizards de Washington en 2006. C'est surtout lors de sa seconde saison dans la capitale fédérale qu'il se révèle en sortie de banc.
À l'été 2008, il signe aux Spurs de San Antonio, qui souhaitent renouveler en partie un effectif jugé vieillissant. Il profite des blessures d'Emanuel Ginóbili pour gagner un temps de jeu important.
En août 2010, il signe aux Knicks de New York.
Alors qu'il intéresse quatre équipes, il signe aux Hornets de La Nouvelle-Orléans en août 2012.
En septembre 2013, il s'engage au Heat de Miami où il impressionne lors des matches de pré-saison. Le Heat de Miami est la première franchise à inscrire le sigle Jr sur son maillot. Une attention qui touche particulièrement le joueur car ses anciennes équipes lui refusaient cette demande. Cette précision sur son nom lui permet de rendre hommage à son père qui est décédé quand il était plus jeune.
Le 20 février 2014, il est envoyé aux Kings de Sacramento contre un second tour de draft mais est coupé aussitôt. Libre, Mason intéresse les Bulls de Chicago.